# Fernsehturm Uetliberg
Fernsehturm Uetliberg (doslova Uetliberská televizní věž) je televizní věž na švýcarském vrchu Uetliberg (862,2 m n. m.) nad městem Curych.
Patří společnosti Swisscom a běžně není přístupná veřejnosti. Věž má neobvykle vysokou anténu v poměru ke spodní části věže - zatímco anténa je vysoká 131,5 metru, spodní část věže dosahuje výšky pouhých 55,2 metru. Slouží také pro sledování předpovědi počasí, podobně jako finská věž Näsinneula.
První věž na vrchu Uetliberg byla postavena v roce 1953. Stavba této věže začala v roce 1987 a byla dokončena o 3 roky později. Základy věže jsou zakotveny v hloubce 11 metrů. Stavba byla po televizní věži Bantinger druhou nejvyšší stavbou ve Švýcarsku, která byla dokončena v 90. letech.
Nedaleko se nachází menší vyhlídková věž s výškou 72 m.

## Galerie

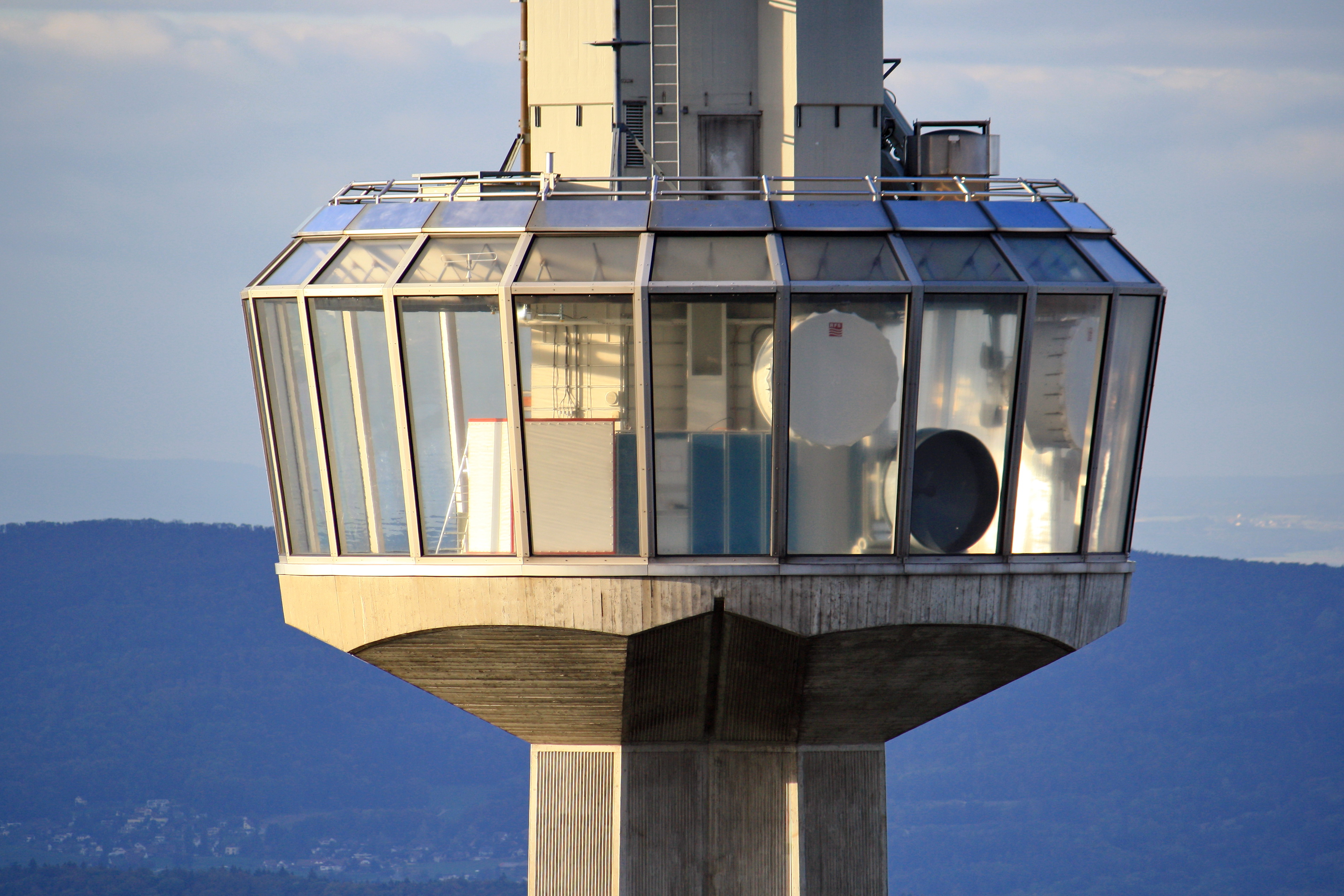
Vysílací zařízení
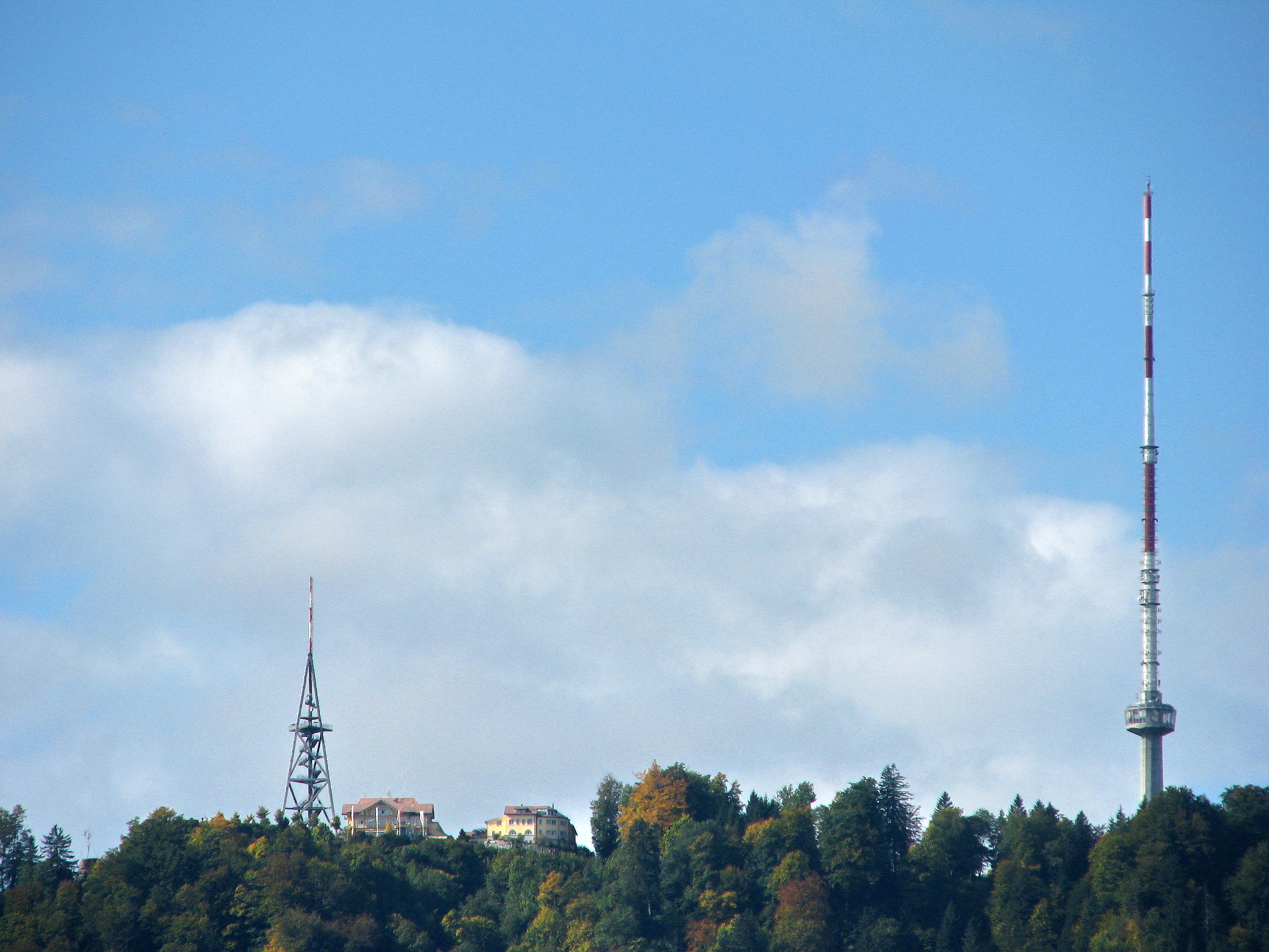
Televizní věž spolu s vysílačem
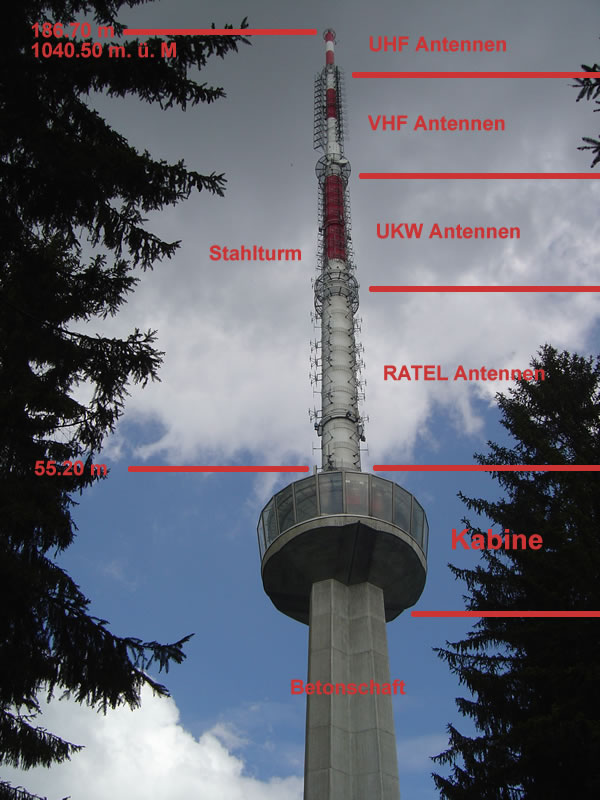
Jednotlivé části vysílače